# Венгринюк Христина Юріївна
Хри́стя Венгриню́к, повне ім'я Христи́на Ю́ріївна Венгриню́к (10 вересня 1987, Чернівці) — українська письменниця (прозаїк, поетеса), літературознавиця, малює картини.￼Кандидатка філологічних наук. Захистила кандидатську дисертацію з життя та творчості української письменниці Наталени Королеви. Є співзасновницею видавництв «Чорні вівці» та "Чорні Вівці adult" де обіймає посаду головної редакторки. 
Громадська діячка, засновниця волонтерського фонду "Хвіст трубою".
Живе в Чернівцях (Україна) та Софії (Болгарія).

## Творчість
Автор:
- Прозова збірка «Катарсис» (2005);
- Прозова збірка «Голий нарКОТИК» (2006) . Передмова: Василь Кожелянко, ілюстрації: Андрій Гречанюк.
- Поетична збірка «Бог у стіні» (2008)[недоступне посилання з червня 2019]
- Двомовна поетична збірка «Довгі очі» (2013). Переклад на польську — Анета Камінська. Передмова — Юрко Іздрик.
- Роман «Хутір Америка» (2013). Передмова — Любко Дереш.
- Книга для сімейного читання «Легенди Чернівців від Чорної Вівці» (2017).
- Збірка малої прози «Народжуватися і помирати взутими» (2018).
- Казка для дорослих з власними ілюстраціями «Про мого білого старого Качура» (2019).
- Біографічна книжка "Наталена Королева" (2021)
- Дитяча екокнижка "Чорниці для Анді" (2022).
- Дитяча книжка "Малючки" (2023).
- Співавторка книжки "Інсторики" від "Сільпо" (2023).
- Співавторка книжки про художників України "Ловці світла" (2023).
- Співавторка книжки для дітей "Іграшок повний будинок" (2023)
- Книжка для дітей та дорослих "Моя мама-гора" (2024).

Співавтор антологій:
- Молодих буковинських письменників «Під простирадлом / Піт простирадла» (2006р).
- «Альманаху» Четвертого міжнародного літературного фестивалю у Львові (2009 р.).
- Еротартфесту «Березневі коти» (2010 р.).
- «Сни українських письменників» (2010 р.).
- Фестивалю «Meridian Czernowitz» (2010).
- «Пастораль річечки» (2011 р.)
- Фестивалю «Meridian Czernowitz» (2011).
- Фестивалю «Meridian Czernowitz» (UK, DE) (2013).
- «13 Різдвяних історій» (2013).
- «Небесна сотня» (2014).
- «Небесна сотня» друге видання (2014).
- «Знаєш солдате, ти мусиш вистояти» (2014).
- Фестивалю «Ї» (2015).
- «Звичайні незвичайні священики» (2017 р).
- "Різдвяні історії " (2018 р).
- Антології проти гомофобії «Strefa wolna» (Варшава, Польща 2019).
- Антологія молодої української поезії XXI ст.
- "Таке різне Різдво" (2020 р).
- "Анатомія письменниці".
- "Моє тихе Різдво" (2022 р).
- "Воєнний стан" (2023 р).
- "State of War" (2023 р).
- "Воєнний стан" (2023 р). "State of war" (2023 р).

Друкувалася в періодичних виданнях:
- «Буковинський журнал» (2004р, 2006 р.),
- «Київська Русь» (2007 р.),
- «Трохи культури», (2008р),
- «Tygiel kultury» (PL) (2010 р.),
- «Український журнал» (2011р),
- «Lampa» (PL) (2011 р.),
- «Ocolica Poetow» (PL) (2012 р.),
- «30 wierszy zza granicy» mloda poezja ukrainska. Wybor i przeklad: Aneta Kaminska. (PL) (2012).
- «Quasi» № 2 (2015 р).

Вечори відеоарту та літератури були презентовані на різноманітних фестивалях, зокрема: на відкритті запорізької філії МО «Остання Барикада», «Махнофесті» у Гуляйполі, Львівському книжковому форумі видавців, «ГОГОЛЬFEST'і» у Києві, на фестивалі відеопоезії близького зарубіжжя «Пятая нога» в рамках Московського поетичного Бієнале 2009, на Міжнародному фестивалі медіапоезії «Вентилятор» у Санкт-Петербурзі, на фестивалі еротичної літератури «Березневі Коти» в Ужгороді, у рамках вечору ретроспективи світової відеопоезії у Красноярську, на літературно-мистецькому фестивалі «Текстура» в Харкові, на фестивалі «Meridian Czernowitz» в Чернівцях, «Покрова» у Харкові, «Ізоляція» в Донецьку, «Ї» в Тернополі, «Крикутнику», що під Коломиєю та багатьох інших.
П'єса Христі Венгринюк «Хворі клепсидри» потрапила у список найкращих п'єс конкурсу «Драма.UA.» 2011 р. Також отримала премію літературного конкурсу «Смолоскип» 2011 р.
Стипендіат програми Польського уряду для молодих науковців в галузі літературознавства (2010—2011 рр.)
Перемогла конкурс на участь у варшавському фестивалі міжнародної поезії 2013 р.
Тексти Христі Венгринюк перекладені російською, польською, німецькою, англійською, болгарською, хорватською мовами.
Автор ілюстрацій до книги Лідії Орбан-Лембрик «Ось так і живемо».
Учасниця виставок «Крымация» (2014, Київ), «Єднаємось красою» (2014/2015, Чернівці), «Письменники з пензлем» (2015, Чернівці), «Зворотній колір неба» (2015, Чернівці), «Petrykivka» (2015, Манд), виставки петриківського розпису до дня народження Майдану (2015, Чернівці), виставок «Anaidart» (2015, Львів), «У серці кольору» (2015, Київ), «Нехай завжди буде сонце» (2016, Чернівці), «Яблуко. Глечик. Шовк» (2016, Київ), «Код квітки» (Краків), «Там, де сходить сонце» (2017, Чернівці).
Персональна виставка картин у Тернополі на фестивалі «Ї» під назвою «Діюча речована бромгідрохромфенілбензодіазепін» 2015, м. Тернопіль.
Персональна виставка картин у цукерні «Шиллер» (м. Чернівці) під назвою «По воді» 2015 р.
Учасниця виставок в Італії 2016—2017 р.
Її роман «Хутір Америка» потрапив у довгий список найкращих книг 2013 року за версією «ВВС» і в короткий список книг найкращої прози 2013—1014 років від конкурсу фонду ім. Петра та Лесі Ковалевих — 2015.
5 вересня 2014 року у Чернівцях відбулася прем'єра вистави за книгою «Довгі очі» у виконанні авангардного театру «Незалежна театральна лабораторія» (режисер Олег Мельничук). У виставі поезія Христі Венгринюк перекладена на російську, румунську, польську, німецьку, угорську та іврит.
Упорядник та співавтор книги «Знаєш солдате, ти мусиш вистояти…», яка спеціально написала для солдатів АТО і надсилатиметься в зони АТО.
Христя Венгринюк була головою журі регіональної частини всеукраїнського конкурсу «Благодійників України» та журі всеукраїнського фонду «Відродження».
У 2018 році одеським театром вух була поставлена вистава за книжкою Христя "Народжуватися і помирати взутими".
У 2019 році збірка "Народжуватися і помирати взутими" потрапила до списку найкращих книжок за версією ПЕН.
У 2019 році режисером Іваном Даниліним була поставлена вистава за поетичною книжкою Христя Венгринюк "Про мого білого старого Качура". Вистава грається вже роки в різних містах України. 
У 2020 році пройшла навчання для видавців і отримала стипендію від "House of Europe"
У 2022 році отримала стипендію від "ПЕН" на написання щоденника війни.
У 2022 році дитяча еко-повість "Чорниці для Анді" потрапила до списку найкращих дитячих книжок за версією ПЕН.
У 2023 році дитяча книжка "Малючки" потрапила до списку найкращих дитячих книжок за версією ПЕН та "Барабука".